# Punição corporal em casa
Punição física ou punição corporal em casa por um pai ou outro tutor legal é qualquer ato que cause dor física deliberada ou desconforto a uma criança menor de idade em resposta a algum comportamento indesejado. Normalmente, assume a forma de palmadas ou bofetadas aplicadas com a mão aberta ou golpes com um instrumento, como um cinto, chinelo, cana, escova de cabelo, paddle, chicote ou cabide. Em uma definição mais ampla, pode também incluir sacudir, beliscar, forçar a ingestão de substâncias ou obrigar as crianças a permanecerem em posições desconfortáveis.
A aceitação social da punição corporal é elevada em países onde ela continua legal, particularmente entre grupos mais tradicionais. Em muitas culturas, os pais foram historicamente considerados como tendo o direito, senão o dever, de punir fisicamente crianças malcomportadas para ensinar um comportamento apropriado ou para interromper imediatamente, ou em curto prazo, comportamentos inadequados. Por outro lado, muitos estudos constataram que a punição corporal pode ter o efeito oposto a longo prazo, aumentando as chances de comportamentos mais agressivos nas crianças e diminuindo a obediência prolongada. Outros efeitos adversos, tais como depressão, ansiedade, riscos elevados de suicídio e maiores riscos de abuso físico, também têm sido consistentemente associados ao uso da punição corporal – inclusive punição corporal de baixa frequência e formas leves, como palmadas nas nádegas ou extremidades sem o uso de objeto por parte dos pais.
Evidências mostram que as palmadas e outras punições físicas, embora nominalmente destinadas à disciplina infantil, são aplicadas de forma inconsistente, frequentemente sendo utilizadas quando os pais estão com raiva ou sob estresse. Formas severas de punição física, incluindo chutar, morder, escaldar e queimar, também podem constituir abuso infantil.
Órgãos internacionais de direitos humanos e tratados, como o Comitê dos Direitos da Criança, o Conselho da Europa e a Comissão Interamericana de Direitos Humanos, têm defendido o fim de todas as formas de punição corporal, argumentando que esta viola a dignidade das crianças e o seu direito à integridade física. Muitas leis existentes contra agressão, lesão corporal e/ou abuso infantil fazem exceções para a "castigação razoável" física por parte dos pais, uma defesa enraizada no direito comum e, especificamente, no direito inglês. No final do século XX e início do século XXI, alguns países começaram a remover defesas legais para o uso da punição corporal por tutores adultos, seguidos de proibições totais da prática. A maioria dessas proibições faz parte do direito civil e, portanto, não impõe penalidades criminais a menos que uma acusação de agressão e/ou lesão corporal seja justificada; contudo, os serviços locais de proteção à criança podem e frequentemente intervêm.
Desde que a Suécia proibiu todas as formas de punição corporal de crianças em 1979, um número crescente de países promulgou proibições similares, particularmente após a adoção internacional da Convenção sobre os Direitos da Criança. Desde 2021 Isso compreende 22 dos 27 Estados-Membros da União Europeia, bem como 26 dos 38 países pertencentes à OCDE. No entanto, a punição corporal doméstica de crianças continua legal na maior parte do mundo.

Países que proibiram todas as formas de punição corporal de crianças, em vermelho

## Formas de punição
O Comitê dos Direitos da Criança define "punição corporal" como “qualquer punição na qual a força física é utilizada e destinada a causar algum grau de dor ou desconforto, por menor que seja”. Paulo Sérgio Pinheiro, ao relatar um estudo mundial sobre violência contra crianças para o Secretário-Geral das Nações Unidas, escreve:
A punição corporal envolve bater (dar palmadas, bofetadas) em crianças, com a mão ou com um instrumento – chicote, pau, cinto, sapato, colher de pau, etc. Mas também pode envolver, por exemplo, chutar, sacudir ou atirar crianças, arranhar, beliscar, morder, puxar o cabelo ou bater nas orelhas, forçar as crianças a permanecerem em posições desconfortáveis, queimar, escaldar ou forçar a ingestão (por exemplo, lavar a boca das crianças com sabão ou forçá-las a engolir temperos picantes).
De acordo com a Academia Americana de Pediatria, “a punição corporal envolve a aplicação de alguma forma de dor física em resposta a um comportamento indesejado”, e “varia desde dar uma bofetada na mão de uma criança prestes a tocar um fogão quente até casos identificáveis de abuso infantil, como espancamentos, escaldamentos e queimaduras. Devido a essa variação na forma e na severidade da punição, seu uso como estratégia de disciplina é controverso”. O termo “punição corporal” é frequentemente usado de forma intercambiável com “punição física” ou “disciplina física”. No contexto de causar dor com o intuito de punir, distingue-se de restringir fisicamente uma criança para protegê-la ou proteger outra pessoa de danos.
Também foi demonstrado que a linguagem utilizada para descrever essa forma de punição pode atenuar o peso ou a responsabilidade do ato. Usar termos como “dar palmadas” em vez de “bater”, “dar bofetadas” ou “espancar” tende a normalizar as ações de punição corporal. Essa linguagem permite a justificativa dessas ações.

## Fatores contribuintes
Entre diversos fatores preexistentes que influenciam se os pais utilizam a punição física estão: a experiência com punição física na infância, o conhecimento sobre o desenvolvimento infantil, o status socioeconômico, a educação dos pais e a ideologia religiosa. Atitudes favoráveis ao uso da punição física também são um preditor significativo do seu uso. A pesquisadora do desenvolvimento infantil Elizabeth Gershoff escreve que os pais são mais propensos a usar a punição física se:
Eles são fortemente favoráveis à punição e acreditam em sua eficácia; foram punidos fisicamente quando crianças; possuem um background cultural – isto é, sua religião, etnia e/ou país de origem – que percebem como aprovador do uso da punição física; são socialmente desfavorecidos, isto é, têm baixa renda, baixa escolaridade ou vivem em bairros desfavorecidos; estão passando por estresse (como o decorrente de dificuldades financeiras ou conflitos conjugais), sintomas de problemas de saúde mental ou bem-estar emocional diminuído; relatam sentir frustração ou irritação com seus filhos regularmente; têm menos de 30 anos; a criança punida é uma pré-escolar (2–5 anos); [ou] o mau comportamento da criança envolve machucar outra pessoa ou colocar a si mesma em perigo.
Os pais tendem a usar a punição corporal nas crianças por um desejo de obediência, tanto a curto quanto a longo prazo, especialmente para reduzir comportamentos agressivos. Isso, apesar de um corpo significativo de evidências indicar que punir fisicamente as crianças tende a ter o efeito oposto, ou seja, uma diminuição na obediência a longo prazo e um aumento na agressividade.
Os pais também parecem usar a punição física como uma válvula de escape para a raiva. A Academia Americana de Pediatria observa que “os pais são mais propensos a utilizar técnicas aversivas de disciplina quando estão com raiva ou irritados, deprimidos, fatigados e estressados”, e estima que essa liberação de raiva reprimida torna-os mais propensos a bater ou dar palmadas em seus filhos no futuro. Além disso, os efeitos da pobreza, do estresse, da falta de compreensão do desenvolvimento infantil e da necessidade de controlar os filhos são fatores que contribuem para a aprovação e o uso das punições corporais. Os pais frequentemente recorrem às palmadas após perderem a calma, e a maioria dos pais entrevistados expressou sentimentos significativos de raiva, remorso e agitação ao punirem fisicamente seus filhos. Segundo a AAP, “essas descobertas desafiam a noção de que os pais podem dar palmadas de forma calma e planejada”.
Também foi constatado que um forte fator que contribui para o uso da punição corporal é se os pais acreditam que ela é normativa e uma expectativa na criação de filhos, ou se a veem como parte necessária de ser pai. O estresse desempenha um papel importante nesse contexto também.

## Sociedade e cultura
Em um estudo de 2005, os resultados obtidos na China, Índia, Itália, Quênia, Filipinas e Tailândia revelaram diferenças no uso relatado de punição corporal, em sua aceitação na sociedade e na sua relação com o ajuste social das crianças. Onde a punição corporal era percebida como mais culturalmente aceita, sua associação com agressividade e ansiedade nas crianças era menos acentuada. Contudo, a punição corporal ainda estava positivamente associada à agressividade e à ansiedade infantil em todos os países estudados.
Associações entre punição corporal e aumento da agressividade infantil foram documentadas nos países citados, assim como na Jamaica, Jordânia e Cingapura, assim como vínculos entre a punição corporal de crianças e comportamentos antissociais posteriores no Brasil, Hong Kong, Jordânia, Mongólia, Noruega e no Reino Unido.
Pesquisadores descobriram que, embora o uso da punição corporal preveja variações na agressividade das crianças de forma menos acentuada em países onde ela é mais aceita socialmente, as culturas que a aceitam apresentam níveis mais elevados de violência na sociedade.
Um estudo de 2013, realizado por Murray A. Straus na Universidade de New Hampshire, constatou que crianças de diversas culturas que receberam palmadas cometeram mais crimes na idade adulta do que aquelas que não receberam palmadas, independentemente da qualidade do relacionamento com seus pais.
As opiniões variam entre as culturas sobre se as palmadas e outras formas de punição física são técnicas apropriadas para a criação de filhos. Por exemplo, nos Estados Unidos e na Inglaterra, a aceitação social das palmadas mantém uma posição majoritária, de aproximadamente 61% a 80%. Em 2020, o Governo Galês proibiu todas as formas de punição física no País de Gales. Na Suécia, antes da proibição de 1979, mais da metade da população considerava a punição corporal uma parte necessária da criação dos filhos. Em 1996, a taxa era de 11% e menos de 34% a consideravam aceitável, segundo uma pesquisa nacional. Elizabeth Gershoff sustenta que a punição corporal nos Estados Unidos é largamente apoiada por “uma constelação de crenças sobre a família e a criação dos filhos, a saber, que as crianças são propriedade, que elas não têm o direito de negociar o tratamento pelos pais e que os comportamentos dentro das famílias são privados”.
A aceitação social e a prevalência da punição corporal por parte dos pais em alguns países permanecem elevadas, apesar de um consenso científico crescente de que os riscos de danos substanciais superam os benefícios potenciais. Psicólogos sociais postulam que essa divergência entre a opinião popular e as evidências empíricas pode ter raízes na dissonância cognitiva. Em países como os EUA e o Reino Unido (exceto Escócia e País de Gales), dar palmadas é legal, mas o abuso infantil manifesto é ilegal e altamente estigmatizado socialmente. Por isso, qualquer pai que já tenha dado palmadas em uma criança acharia extremamente difícil aceitar os resultados das pesquisas. Se reconhecessem, mesmo que minimamente, que dar palmadas é prejudicial, provavelmente sentiriam que estariam admitindo ter prejudicado seus próprios filhos e, assim, seriam considerados abusadores. Da mesma forma, adultos que foram palmados na infância frequentemente enfrentam uma dissonância cognitiva semelhante, pois admitir que isso é prejudicial pode ser interpretado como acusar seus pais de abuso e também como admitir que foram vítimas em uma situação na qual eram incapazes de se defender. Tais sentimentos causam um intenso desconforto emocional, levando-os a descartar as evidências científicas em favor de evidências anedóticas frágeis e de uma autorreflexão distorcida. Isso é comumente expresso como “eu dei palmadas nos meus filhos e todos ficaram bem” ou “eu fui palmado e fiquei bem”.
Deve ser notado, porém, que muitos recursos sobre criação de filhos são, de fato, contrários à punição física. A maioria chega à conclusão de que, por meio do uso da punição física, a criança aprende que a violência é aceitável e, frequentemente, isso resulta em um relacionamento negativo entre pais e filhos.

### Legalidade
Tradicionalmente, a punição corporal de crianças menores é legal, a menos que seja explicitamente proibida. Segundo uma estimativa de 2014 da Human Rights Watch, “noventa por cento das crianças do mundo vivem em países onde a punição corporal e outras formas de violência física contra crianças ainda são legais”. As leis de muitos países preveem uma defesa de “castigo razoável” contra acusações de agressão e outros crimes por pais que utilizam punição corporal. Essa defesa é, em última análise, derivada do direito inglês. Devido à proibição da punição corporal no Nepal, em setembro de 2018, a punição corporal de crianças por pais (ou outros adultos) está agora proibida em 58 países.
O número de países que proíbem todas as formas de punição corporal contra crianças cresceu significativamente desde a adoção, em 1989, da Convenção sobre os Direitos da Criança, quando apenas quatro países possuíam tais proibições. Elizabeth Gershoff escreve que Desde 2008, a maioria dessas proibições está inserida nos códigos civis dos países, e não nos códigos criminais; em geral, não tipificam um crime específico por agredir uma criança, mas estabelecem que agressões contra pessoas de todas as idades devem ser tratadas de maneira similar. Segundo Gershoff, a intenção dessas proibições não é, tipicamente, processar os pais, mas estabelecer um padrão social mais elevado para o cuidado das crianças.

### Visões religiosas
O Papa Francisco declarou sua aprovação ao uso da punição corporal por pais, desde que as punições não “desmereçam” as crianças. A comissão do Vaticano designada para aconselhar o Papa sobre casos de abuso sexual na igreja criticou sua declaração, alegando que punições físicas e a infligência de dor eram métodos inadequados para disciplinar crianças.
O Comissário dos Direitos Humanos do Conselho da Europa afirma que “embora a liberdade de crença religiosa deva ser respeitada, tais crenças não podem justificar práticas que violem os direitos dos outros, incluindo o direito das crianças à integridade física e à dignidade humana”. Ele sustenta que “comunidades religiosas tradicionais e líderes respeitados estão agora apoiando medidas para proibir e eliminar toda violência contra crianças”, inclusive a punição corporal.
Em 2006, um grupo de 800 líderes religiosos na Assembleia Mundial das Religiões pela Paz, em Quioto, Japão, endossou uma declaração instando os governos a adotarem legislação que proibisse toda punição corporal de crianças.:37

### Reações das crianças
- Paulo Sérgio Pinheiro, referindo-se ao Estudo da ONU sobre Violência Contra Crianças, comentou que “ao longo do processo de estudo, as crianças têm consistentemente expressado a necessidade urgente de acabar com toda essa violência. As crianças testemunham a dor — não apenas física, mas 'a dor interior' — que essa violência lhes causa, agravada pela aceitação, até aprovação, por parte dos adultos”.:16

Segundo Bernadette Saunders, da Universidade Monash, “as crianças frequentemente nos dizem que a punição física as machuca fisicamente e pode escalar em severidade; desperta emoções negativas, como ressentimento, confusão, tristeza, ódio, humilhação e raiva; cria medo e impede o aprendizado; não é construtiva – as crianças preferem o raciocínio; e perpetua a violência como meio de resolver conflitos. Os comentários das crianças sugerem que elas são sensíveis à desigualdade e a padrões duplos, e nos instam a respeitar as crianças e agir de forma responsável”.
Quando crianças com idades entre cinco e sete anos no Reino Unido foram questionadas sobre como era ser bofeteadas pelos pais, suas respostas incluíam comentários como “parece que alguém te bateu com um martelo”, “dói e é doloroso por dentro – é como quebrar seus ossos” e “simplesmente parece horrível, sabe, e realmente dói, arde e te faz sentir terrível por dentro”. Elizabeth Gershoff escreve que “a dor e o sofrimento evidentes nesses relatos em primeira mão podem se acumular ao longo do tempo e precipitar os problemas de saúde mental que têm sido associados à punição corporal”. Outros comentários de crianças, como “você se sente como se quisesse fugir porque estão sendo maldosos com você e dói muito” e “você sente que não gosta mais dos seus pais”, são consistentes com a preocupação dos pesquisadores de que a punição corporal pode minar a qualidade das relações entre pais e filhos, segundo Gershoff.

## Relação com o abuso infantil
A crença de que as crianças necessitam de punição física está entre diversos fatores que predispõem os pais a maltratar seus filhos.
Definições sobrepostas de abuso físico e punição corporal de crianças destacam uma distinção sutil ou inexistente entre abuso e punição. Joan Durrant e Ron Ensom escrevem que a maior parte do abuso físico é punição física “em intenção, forma e efeito”. Incidentes de abuso físico confirmado frequentemente resultam do uso de punição corporal com fins disciplinares, por exemplo, da incapacidade dos pais de controlar sua raiva ou julgar sua própria força, ou de não compreender as vulnerabilidades físicas das crianças.
O Royal College of Paediatrics and Child Health do Reino Unido observou, em uma declaração de política de 2009, que “a punição corporal de crianças no lar é importante para os pediatras devido à sua conexão com o abuso infantil... todos os pediatras já viram crianças que foram feridas como resultado do castigo parental. Não é possível, logicamente, diferenciar entre uma palmada e um ataque físico, já que ambos são formas de violência. A motivação por trás da palmada não pode reduzir o impacto doloroso que ela tem na criança.” Eles afirmam que prevenir os maus-tratos infantis é de “importância vital” e defendem a mudança das leis relativas à punição corporal. Em suas palavras, “sociedades que promovem as necessidades e os direitos das crianças apresentam baixa incidência de maus-tratos infantis, o que inclui a rejeição social da punição física de crianças”.
Segundo a Academia Americana de Pediatria, “a única forma de manter o efeito inicial das palmadas é aumentar sistematicamente a intensidade com que são aplicadas, o que pode rapidamente evoluir para abuso”. Eles observam que “os pais que dão palmadas em seus filhos são mais propensos a usar outras formas inaceitáveis de punição corporal”.
Nos Estados Unidos, entrevistas com pais revelam que até dois terços dos casos documentados de abuso físico começam como atos de punição corporal destinados a corrigir o comportamento da criança. No Canadá, três quartos dos casos comprovados de abuso físico de crianças ocorreram no contexto da punição física, de acordo com o "Canadian Incidence Study of Reported Child Abuse and Neglect". Segundo Elizabeth Gershoff, “ambos os atos parentais envolvem bater e intencionalmente ferir as crianças. A diferença entre os dois é frequentemente o grau (duração, quantidade de força, objeto utilizado) e não a intenção”.
Um estudo retrospectivo de 2006 na Nova Zelândia demonstrou que a punição física de crianças era bastante comum nas décadas de 1970 e 1980, com 80% da amostra relatando algum tipo de punição corporal pelos pais durante a infância. Dentre essa amostra, 29% relataram ter sido atingidos com a mão vazia, 45% com um objeto e 6% foram submetidos a abuso físico grave. O estudo observou que a punição física abusiva tendia a ser aplicada pelos pais e frequentemente envolvia golpes na cabeça ou no tronco da criança, em vez de nas nádegas ou extremidades.
A psicóloga clínica e do desenvolvimento Diana Baumrind argumentou, em um artigo de 2002, que pais que se frustram facilmente ou têm tendência a comportamentos controladores “não deveriam dar palmadas”, mas que as pesquisas existentes não apoiavam uma “proibição geral” contra as palmadas. Gershoff caracterizou a solução de Baumrind et al. como irrealista, pois exigiria que pais potencialmente abusivos se monitorassem. Ela argumenta que o ônus da prova deve ser elevado para os defensores da punição corporal como estratégia disciplinar, afirmando que “a menos e até que pesquisadores, clínicos e pais possam demonstrar de forma definitiva a presença de efeitos [benéficos] da punição corporal [e] não apenas a ausência de efeitos negativos, nós, como psicólogos, não podemos recomendar seu uso de forma responsável”.
Um estudo de 2008 na Universidade da Carolina do Norte em Chapel Hill constatou que mães que relataram dar palmadas em seus filhos eram três vezes mais propensas a também relatar o uso de formas de punição consideradas abusivas pelos pesquisadores – “como espancamento, queimaduras, chutes, golpes com um objeto em locais diferentes das nádegas ou sacudir uma criança com menos de 2 anos de idade” – do que mães que não deram palmadas. Os autores constataram que qualquer palmada estava associada a um risco aumentado de abuso, e que havia fortes associações entre abuso e o uso de objeto para palmadas. Adam Zolotor, autor principal do estudo, observou que “aumentos na frequência das palmadas estão associados a maiores chances de abuso, e mães que relatam dar palmadas nas nádegas com um objeto – como um cinto ou um chicote – têm nove vezes mais probabilidade de relatar abuso”.
Um estudo relatado por Murray Straus em 2001 constatou que 40% das 111 mães pesquisadas estavam preocupadas que pudessem, possivelmente, ferir seus filhos ao utilizar a punição corporal.

## Efeitos no comportamento e desenvolvimento
Numerosos estudos encontraram risco aumentado de comprometimento do desenvolvimento infantil decorrente do uso da punição corporal. A punição corporal pelos pais tem sido associada a um aumento da agressividade, problemas de saúde mental, comprometimento do desenvolvimento cognitivo e abuso de drogas e álcool. Muitos desses resultados baseiam-se em grandes estudos longitudinais que controlaram diversos fatores de confusão. Joan Durrant e Ron Ensom escrevem que “juntos, os resultados sugerem consistentemente que a punição física tem um efeito causal direto no comportamento externalizante, seja através de uma resposta reflexa à dor, modelagem ou processos familiares coercitivos”. Ensaios controlados randomizados, o padrão para estabelecer causalidade, não são comumente utilizados para estudar a punição física devido a restrições éticas contra causar dor deliberadamente aos participantes. Contudo, um ensaio controlado randomizado existente demonstrou que uma redução na punição física severa foi seguida por uma queda significativa no comportamento agressivo das crianças.
Os poucos ensaios controlados randomizados utilizados para investigar a punição física mostraram que ela não é mais eficaz do que outros métodos para obter a obediência imediata das crianças. Uma meta-análise de 2002 indicou que dar palmadas aumentava a obediência imediata das crianças às ordens dos pais. Entretanto, segundo Gershoff, esses resultados foram excessivamente influenciados por um estudo que encontrou uma forte relação, mas com tamanho amostral pequeno (apenas dezesseis crianças estudadas). Uma análise posterior constatou que dar palmadas nas crianças não era mais eficaz do que aplicar "time-out" para obter obediência imediata, além de levar a uma redução na obediência a longo prazo.
Gershoff sugere que a punição corporal pode, na verdade, diminuir a “internalização moral” de valores positivos pela criança. Pesquisas apontam que a punição corporal de crianças preconiza uma internalização mais fraca de valores como empatia, altruísmo e resistência à tentação. Segundo Joan Durrant, não é surpreendente que a punição corporal “preveja consistentemente níveis aumentados de comportamento antissocial em crianças, incluindo agressão contra irmãos, colegas e pais, bem como violência em relacionamentos amorosos”.
Ao examinar vários estudos longitudinais que investigaram o caminho das palmadas até a agressividade em crianças, desde a pré-escola até a adolescência, Gershoff concluiu: “Em nenhum desses estudos longitudinais as palmadas previram reduções na agressividade das crianças [...] As palmadas previram consistentemente aumentos na agressividade das crianças ao longo do tempo, independentemente do quão agressivas elas eram quando as palmadas ocorriam”. Um estudo de 2010 na Universidade Tulane encontrou um risco 50% maior de comportamento agressivo dois anos depois em crianças pequenas que receberam palmadas mais de duas vezes no mês anterior ao início do estudo. O estudo controlou uma ampla variedade de variáveis de confusão, incluindo os níveis iniciais de agressividade das crianças. Segundo a líder do estudo, Catherine Taylor, isso sugere que “não é apenas que crianças mais agressivas são mais propensas a receber palmadas”.
Uma revisão meta-analítica de 2002 realizada por Gershoff, que combinou 60 anos de pesquisa sobre punição corporal, concluiu que essa prática estava ligada a nove desfechos negativos em crianças, incluindo aumento na agressividade, delinquência, problemas de saúde mental, dificuldades nas relações com os pais e maior probabilidade de abuso físico. Uma minoria de pesquisadores discorda desses resultados. Baumrind, Larzelere e Cowan sugerem que a maioria dos estudos analisados por Gershoff inclui formas “excessivamente severas” de punição e, portanto, não distinguem suficientemente a punição corporal do abuso, concentrando-se em correlações bivariadas transversais. Em resposta, Gershoff aponta que a punição corporal nos Estados Unidos frequentemente inclui formas – como bater com objetos – que Baumrind classifica como “excessivamente severas”, e que a linha divisória entre punição corporal e abuso é necessariamente arbitrária; segundo Gershoff, “as mesmas dimensões que caracterizam a punição corporal ‘normativa’ podem, quando levadas ao extremo, fazer com que bater em uma criança se pareça muito mais com abuso do que com punição”.
Outro ponto de controvérsia para Baumrind foi a inclusão de estudos que utilizaram a Escala de Táticas de Conflito, a qual mede formas mais severas de punição, além das palmadas. Segundo Gershoff, essa escala é “a coisa mais próxima de uma medida padrão de punição corporal”.
Uma meta-análise de 2005 concluiu que, no que diz respeito à não conformidade infantil e ao comportamento antissocial, as palmadas condicionais foram preferidas em relação à maioria das outras táticas disciplinares. Quando consideradas outras medidas, as palmadas habituais mostraram-se equivalentes a outros métodos, e somente o uso excessivamente severo ou predominante foi considerado desfavorável. Sugeriu-se que os efeitos aparentemente paradoxais são resultado de um viés estatístico nos métodos analíticos comumente utilizados, de modo que comparações relativas são necessárias. Contudo, o uso primário e o uso severo foram associados a desfechos negativos, e mesmo as palmadas leves carregam o risco de uma possível escalada para formas mais severas.
Um estudo de 2012 na Universidade de Manitoba indicou que pessoas que relataram ter sido “empurradas, agarradas, empurradas, bofeteadas ou atingidas” mesmo que “às vezes” durante a infância sofreram mais transtornos do humor, como depressão, ansiedade e mania, além de maior dependência de drogas ou álcool na idade adulta. Aqueles que relataram ter sofrido “abuso físico severo, abuso sexual, abuso emocional, negligência física, negligência emocional ou exposição à violência doméstica” não foram incluídos nos resultados. Segundo os pesquisadores, os achados “fornecem evidências de que a punição física severa, independentemente dos maus-tratos infantis, está relacionada a transtornos mentais”. Um estudo canadense anterior apresentou resultados semelhantes.
Resultados preliminares de estudos de neuroimagem sugerem que a punição física envolvendo o uso de objetos causa redução de matéria cinzenta em áreas do cérebro associadas ao desempenho na Escala de Inteligência Wechsler para Adultos. assim como certas alterações em regiões cerebrais que secretam ou são sensíveis ao neurotransmissor dopamina, o que está ligado a um risco aumentado de abuso de drogas e álcool.
A punição corporal também apresenta ligações com a violência doméstica. Segundo Gershoff, pesquisas indicam que quanto mais punição corporal as crianças recebem, maiores são as chances de que, na idade adulta, atuem violentamente contra membros da família, incluindo parceiros íntimos.
Uma meta-análise de 2013, conduzida pelo Dr. Chris Ferguson, utilizou uma análise estatística alternativa, encontrando efeitos cognitivos e comportamentais negativos em crianças submetidas a palmadas e punição corporal, mas constatou que a relação global era “trivial” ou marginal, com os efeitos externalizantes variando conforme a idade. Contudo, Ferguson reconheceu que isso ainda indica potenciais desfechos prejudiciais e apontou algumas limitações em sua análise, afirmando: “Por outro lado, não houve evidências na meta-análise atual que indicassem que palmadas ou punição corporal apresentassem vantagens específicas. Aparentemente, com base nos dados atuais, não há razão para acreditar que palmadas/punição corporal tenham qualquer benefício relacionado aos desfechos atuais, em comparação com outras formas de disciplina”.
Uma meta-análise de 2016, abrangendo cinco décadas de pesquisa, encontrou associações positivas entre a exposição a palmadas (definidas como “bater uma criança nas nádegas ou extremidades usando a mão aberta”) e comportamento antissocial, agressividade e problemas de saúde mental.
Uma meta-análise de 2018 constatou que os efeitos aparentes sobre o comportamento externalizante das crianças variam conforme o método de análise utilizado. Isso parece ser resultado de um viés estatístico em alguns dos métodos comumente utilizados. Isso pode explicar os pequenos resultados encontrados na análise de 2013, e a replicação dos resultados em outras táticas disciplinares. Vários estudos subsequentes investigaram essa linha de pesquisa. Um deles encontrou efeitos benéficos apenas de palmadas leves após a utilização de um modelo mais flexível que levasse em conta as questões levantadas. Outros utilizaram testes de robustez, constatando efeitos adversos das palmadas e da punição física.
Uma revisão de 2021 de 69 estudos longitudinais prospectivos encontrou que 59% desses estudos apontaram efeitos adversos, 23% não encontraram associação e 17% identificaram efeitos mistos. A revisão concluiu que: “As evidências são consistentes e robustas: a punição física não prevê melhorias no comportamento infantil e, ao contrário, prevê a deterioração do comportamento e um risco aumentado de maus-tratos. Não há, portanto, razão empírica para que os pais continuem a utilizar a punição física”, e defendeu a proibição da punição física “em todas as formas e em todos os ambientes”.

## Declarações de associações profissionais
A divisão pediátrica do Royal Australasian College of Physicians instou que a punição física de crianças seja proibida na Austrália, afirmando que isso constitui uma violação dos direitos humanos das crianças, por negá-las proteção contra agressões físicas. Eles pedem apoio para que os pais utilizem “métodos de disciplina mais eficazes e não violentos”. A Australian Psychological Society defende que a punição corporal de crianças é um método ineficaz para inibir comportamentos indesejados, promove comportamentos indesejáveis e não demonstra um comportamento alternativo desejável. Afirma que a punição corporal frequentemente incentiva outros comportamentos indesejáveis, como desobediência e vinculação a grupos de pares “delinquentes”, além de incentivar a aceitação da agressão e da violência como respostas aceitáveis para conflitos e problemas.
Segundo a Canadian Paediatric Society, “as pesquisas disponíveis apoiam a posição de que as palmadas e outras formas de punição física estão associadas a desfechos negativos para a criança. Portanto, a Canadian Paediatric Society recomenda que os médicos desencorajem fortemente o uso de palmadas disciplinares e todas as outras formas de punição física”.
O Royal College of Paediatrics and Child Health do Reino Unido se opõe à punição corporal de crianças em todas as circunstâncias, afirmando que “nunca é apropriado bater ou espancar crianças”. A instituição afirma que “a punição corporal de crianças tem efeitos adversos tanto a curto quanto a longo prazo e, em princípio, não deve ser utilizada, pois modela uma abordagem que é desencorajada entre adultos”. A instituição defende a reforma legal para remover o direito de “castigo razoável”, garantindo às crianças a mesma proteção legal que os adultos, além de promover educação pública direcionada a métodos parentais não violentos.
A Academia Americana de Pediatria (AAP) declarou que “pais, outros cuidadores e adultos que interagem com crianças e adolescentes não devem usar punição corporal (incluindo bater e dar palmadas)”. Recomenda que os pais sejam “estimulados e auxiliados no desenvolvimento de métodos alternativos às palmadas para gerenciar comportamentos indesejados”. Em uma declaração de política de 2018, a AAP escreveu: “a punição corporal está associada a um risco aumentado de desfechos negativos comportamentais, cognitivos, psicossociais e emocionais para as crianças”.
Na opinião da AAP, tais punições, bem como “punição física aplicada com raiva com a intenção de causar dor”, são “inaceitáveis e podem ser perigosas para a saúde e o bem-estar da criança”. Ela também aponta que “quanto mais as crianças recebem palmadas, mais raiva relatam na vida adulta, mais propensas são a dar palmadas em seus próprios filhos, mais propensas a aprovar bater em um cônjuge e maior o conflito conjugal que vivenciam na vida adulta”, além de que “dar palmadas tem sido associado a taxas mais altas de agressão física, maior abuso de substâncias e aumento do risco de crime e violência quando utilizado com crianças mais velhas e adolescentes”.
A AAP acredita que a punição corporal polariza a relação entre pais e filhos, reduzindo a cooperação espontânea por parte da criança. Em suas palavras, “[A] dependência das palmadas como abordagem disciplinar torna outras estratégias menos eficazes”. A AAP também entende que dar palmadas como forma de disciplina pode facilmente levar ao abuso infantil, ressaltando que aplicar palmadas em crianças com menos de 18 meses aumenta a chance de lesões físicas.
A Associação Nacional de Assistentes Sociais dos Estados Unidos “se opõe ao uso de punição física em lares, escolas e todas as outras instituições onde as crianças são cuidadas e educadas”.

## Perspectivas dos direitos humanos
- Paulo Pinheiro afirma que “o [estudo da ONU] deveria marcar um ponto de virada — o fim da justificativa adulta para a violência contra crianças, seja aceita como ‘tradição’ ou disfarçada de ‘disciplina’ […] A singularidade das crianças — seu potencial e vulnerabilidade, sua dependência dos adultos — torna imperativo que elas tenham mais, e não menos, proteção contra a violência”.:16 Seu relatório à Assembleia Geral das Nações Unidas recomenda a proibição de todas as formas de violência contra crianças, incluindo a punição corporal na família e em outros ambientes.:16

O Comitê das Nações Unidas sobre os Direitos da Criança observou, em 2006, que todas as formas de punição corporal, juntamente com punições não físicas que “menosprezam, humilham, denigram, transformam em bode expiatório, ameaçam, assustam ou ridicularizam” as crianças, foram consideradas “cruéis e degradantes” e, portanto, incompatíveis com a Convenção sobre os Direitos da Criança. Na visão do comitê, “abordar a ampla aceitação ou tolerância da punição corporal de crianças e eliminá-la, na família, nas escolas e em outros ambientes, não é apenas uma obrigação dos Estados-partes sob a Convenção. É também uma estratégia fundamental para reduzir e prevenir todas as formas de violência nas sociedades”.
O escritório do Comissário dos Direitos Humanos do Conselho da Europa observa que a defesa do “castigo razoável” baseia-se na visão de que as crianças são propriedade, equiparando-a aos antigos direitos legais dos maridos de bater em suas esposas e dos senhores de bater em seus servos. O Comissário enfatiza que os direitos humanos, incluindo o direito à integridade física, são a consideração primordial ao defender o fim da punição corporal:
O imperativo para remover o direito assumido dos adultos de bater nas crianças está fundamentado nos princípios dos direitos humanos. Portanto, não deveria ser necessário provar que meios alternativos e positivos de socialização das crianças são mais eficazes. No entanto, pesquisas sobre os efeitos físicos e psicológicos prejudiciais da punição corporal na infância e na vida posterior, bem como sobre as ligações com outras formas de violência, de fato, acrescentam argumentos contundentes para proibir a prática e, assim, romper o ciclo da violência.
A Assembleia Parlamentar do Conselho da Europa sustenta que a punição corporal é uma violação do “direito fundamental das crianças à dignidade humana e à integridade física”, e viola o “direito igualmente fundamental das crianças à mesma proteção legal que os adultos”. A Assembleia insta à proibição total de “todas as formas de punição corporal e quaisquer outras formas de punição ou tratamento degradante das crianças” como requisito da Carta Social Europeia. O Tribunal Europeu dos Direitos Humanos concluiu que a punição corporal viola os direitos das crianças segundo a Convenção Europeia dos Direitos Humanos, afirmando que as proibições à punição corporal não violam a liberdade religiosa nem o direito à vida privada ou familiar.
A Comissão Interamericana de Direitos Humanos concluiu, em 2009, que a punição corporal “constitui uma forma de violência contra as crianças que fere sua dignidade e, portanto, seus direitos humanos”, afirmando que “os Estados-membros da Organização dos Estados Americanos são obrigados a garantir às crianças e adolescentes uma proteção especial contra o uso da punição corporal”.
A UNESCO também recomenda que a punição corporal seja proibida em escolas, lares e instituições como forma de disciplina, e sustenta que ela é uma violação dos direitos humanos, além de ser contraproducente, ineficaz, perigosa e prejudicial às crianças.

## Proibição

### A Proibição Sueca de 1979
A Suécia foi a primeira nação do mundo a proibir todas as formas de punição corporal de crianças. Em 1957, a seção que permitia aos pais utilizar a força para repreender seus filhos (contanto que não causasse lesões graves) foi completamente removida do Código Penal. O intuito dessa mudança foi proporcionar às crianças a mesma proteção contra agressões que os adultos recebem e esclarecer os fundamentos para a acusação criminal de pais que abusam de seus filhos. Contudo, o direito dos pais de usar punição corporal não foi eliminado; até 1966, os pais podiam empregar formas leves de disciplina física que não constituiriam agressão segundo o Código Penal. Em 1966, a seção que permitia aos pais utilizar disciplina física foi removida e completamente substituída pela tipificação de agressão no Código Penal.
Embora o direito dos pais de usar a punição corporal não fosse mais respaldado por lei, muitos acreditavam que ela ainda era permitida. Assim, tornou-se necessária uma legislação mais clara que apoiasse os direitos das crianças e as protegesse contra a violência ou outros tratamentos humilhantes. Em 1º de julho de 1979, a Suécia tornou-se a primeira nação do mundo a proibir explicitamente a punição corporal de crianças por meio de uma emenda ao Código de Parentalidade e Tutela, que afirmava:
As crianças têm direito a cuidados, segurança e uma boa criação. Devem ser tratadas com respeito por sua pessoa e individualidade, não podendo ser submetidas à punição corporal ou a qualquer outro tratamento humilhante.
Alguns críticos no Parlamento Sueco previram que a emenda levaria a uma criminalização em larga escala dos pais suecos. Outros afirmaram que a lei contrariava a fé cristã. Apesar dessas objeções, a lei recebeu apoio quase unânime no Parlamento. Ela foi acompanhada por uma campanha de educação pública promovida pelo Ministério da Justiça sueco, que incluiu folhetos distribuídos a todos os lares com crianças, além de cartazes informativos e avisos impressos em caixas de leite.
Um fator que ajudou a pavimentar o caminho para a proibição foi um caso de assassinato em 1971, no qual uma menina de 3 anos foi espancada até a morte pelo padrasto. O caso abalou o público e a prevenção do abuso infantil tornou-se um tema político controverso por anos.
Em 1982, um grupo de pais suecos apresentou uma queixa à Comissão Europeia dos Direitos Humanos, alegando que a proibição da punição física pelos pais violava seu direito ao respeito pela vida familiar e à liberdade religiosa; a queixa foi rejeitada.
De acordo com o Swedish Institute, “até a década de 1960, nove de cada dez crianças em idade pré-escolar na Suécia eram palmadas em casa. Lentamente, porém, cada vez mais pais abstiveram-se voluntariamente de seu uso e a punição corporal foi proibida em todo o sistema educacional em 1958”.Desde 2014 Aproximadamente 5% das crianças suecas são palmadas ilegalmente.
Na Suécia, profissionais que trabalham diretamente com crianças são obrigados a denunciar qualquer suspeita de maus-tratos aos serviços sociais. Alegações de agressão contra crianças são frequentemente tratadas em “casas das crianças”, que reúnem esforços da polícia, promotores, serviços sociais, peritos forenses e psicólogos infantis. O Código de Crianças e Pais não impõe penalidades diretas para palmadas, mas casos de punição corporal que se enquadrem como agressão podem ser processados.
Da década de 1960 até os anos 2000, houve uma queda constante no número de pais que utilizavam punição física, bem como daqueles que acreditavam em seu uso. Nos anos 1960, mais de 90% dos pais suecos relataram utilizar punição física, embora apenas cerca de 55% a apoiassem. Nos anos 2000, a lacuna entre crença e prática quase desapareceu, com pouco mais de 10% dos pais relatando que utilizavam punição corporal. Em 1994, o primeiro ano em que crianças suecas foram questionadas sobre suas experiências com punição corporal, 35% afirmaram ter sido palmadas em algum momento. Segundo o Ministério da Saúde e Assuntos Sociais da Suécia, esse número era consideravelmente menor após o ano 2000. Entrevistas com pais também revelaram uma queda acentuada nas formas mais severas de punição, como socos ou o uso de objetos para bater, que provavelmente causam lesões.
O Ministério da Saúde e Assuntos Sociais e a Save the Children atribuem essas mudanças a diversos fatores, incluindo o desenvolvimento do sistema de bem-estar social sueco; maior igualdade entre os sexos e gerações em comparação com outros países; o elevado número de crianças frequentando creches, facilitando a identificação de maus-tratos; e os esforços de clínicas neonatais e pediátricas para reduzir a violência familiar.
Embora os casos de suspeita de agressão contra crianças tenham aumentado desde o início dos anos 1980, esse aumento pode ser atribuído ao aumento das denúncias, decorrente da diminuição da tolerância à violência contra crianças, e não a um aumento real das agressões. Desde a proibição da punição física em 1979, a porcentagem de agressões denunciadas que resultam em processos não aumentou; contudo, os serviços sociais suecos investigam todas as denúncias e oferecem medidas de apoio às famílias quando necessário.
Segundo Joan Durrant, a proibição da punição corporal foi concebida para ser “educativa em vez de punitiva”. Após a mudança de 1979 no Código de Parentalidade e Tutela, não houve aumento no número de crianças removidas de suas famílias; na verdade, o número de crianças que passaram a estar sob cuidados do Estado diminuiu significativamente. Além disso, houve mais intervenções dos serviços sociais com o consentimento dos pais e menos intervenções compulsórias. Durrant escreve:
Desde 1981, os relatos de agressões contra crianças na Suécia aumentaram – assim como em todo o mundo, após a “descoberta” do abuso infantil. Contudo, a proporção de suspeitos com cerca de vinte anos, e portanto criados em uma cultura sem palmadas, diminuiu desde 1984, assim como a proporção de nascidos em nações nórdicas com proibições de punição corporal.
Contrariando as expectativas de um aumento da delinquência juvenil após a proibição da punição corporal, a criminalidade entre os jovens manteve-se estável, enquanto as condenações por furto e os suspeitos de crimes com narcóticos entre os jovens suecos diminuíram significativamente; o consumo de drogas e álcool e o suicídio entre os jovens também caíram. Durrant escreve: “Embora estabelecer uma ligação causal direta entre a proibição da punição corporal e quaisquer dessas tendências sociais seja simplista demais, as evidências aqui apresentadas indicam que a proibição não teve efeitos negativos”.
Pesquisas adicionais não mostraram sinais de aumento nos crimes cometidos por jovens. Do meio dos anos 1990 até os anos 2000, a criminalidade juvenil diminuiu, principalmente devido a menos casos de furto e vandalismo, enquanto os crimes violentos permaneceram constantes. A maioria dos jovens na Suécia que cometem infrações não se torna delinquente habitual, segundo o Ministério da Saúde e Assuntos Sociais. Embora haja um aumento nos relatos de agressões entre jovens da mesma idade, fontes oficiais indicam que esse aumento se deve, em grande parte, a uma abordagem de “tolerância zero” ao bullying escolar, o que resultou em mais denúncias, e não em um aumento real das agressões.

### Após a Suécia: proibições ao redor do mundo
Desde 2024 os seguintes países e territórios proibiram (ou estão planejando proibir) completamente a punição corporal de crianças:
- Suécia (1979)
- Finlândia (1983)
- Noruega (1987)
- Áustria (1989)
- Chipre (1994)
- Dinamarca (1997)
- Polónia (1997)
- Latvia (1998)
- Croácia (1999)
- Bulgaria (2000)
- Israel (2000)[87][88][89]
- Alemanha (2000)
- Turkmenistan (2002)
- Iceland (2003)
- Ukraine (2004)
- Roménia (2004)
- Hungria (2005)
- Greece (2006)
- Países Baixos (2007)
- New Zealand (2007)
- Portugal (2007)
- Uruguay (2007)
- Venezuela (2007)
- Espanha (2007)[90][91][92][93]
- Togo (2007)
- Costa Rica (2008)
- Moldova (2008)
- Luxembourg (2008)
- Liechtenstein (2008)
- Tunisia (2010)
- Kenya (2010)
- República do Congo (2010)
- Albania (2010)
- South Sudan (2011)
- North Macedonia (2013)
- Cabo Verde (2013)
- Honduras (2013)
- Malta (2014)
- Brazil (2014)
- Bolivia (2014)
- Argentina (2014)
- San Marino (2014)
- Nicaragua (2014)
- Estonia (2014)
- Andorra (2014)
- Irlanda (2015)
- Peru (2015)
- Mongolia (2016)
- Montenegro (2016)
- Paraguay (2016)
- Aruba (2016)[94]
- Slovenia (2016)
- Lithuania (2017)
- Nepal (2018)
- Kosovo (2019)
- France (2019)[95]
- South Africa (2019)
- Jersey (2019)
- Japão (2020)[96]
- Georgia (2020)[97]
- Scotland (2020)
- Seychelles (2020)[98]
- Guinea (2021)
- Colombia (2021)[99]
- South Korea (2021)[100][101][102]
- Wales (2022)[103][104]
- Zambia (2022)[105]
- Cuba (2022)
- Mauritius (2022)
- Laos (2024)
- Tajikistan (2024)[106]